# Сюч, Евгений Васильевич
Евгений Васильевич Сюч (25 февраля 1928, Ново-Давыдково — 2 мая 1992, Львов) — украинский советский легкоатлет и тренер. Мастер спорта СССР в метании молота (1952). Доцент кафедры лёгкой атлетики Львовского государственного института физической культуры и спорта. Старший тренер отделения легкой атлетики Львовской школы-интерната спортивного профиля. Заслуженный тренер Украинской ССР (1972). Научно обосновал и практически внедрил технику метания молота с четырёх поворотов.

## Семья
- Отец — Сюч Ласло Яношевич, мать — Лагойда Анна Михайловна.
- Братья: Сюч Василий Васильевич (1925-45 гг., погиб во время Моравско-Остравской наступательной операции при освобождении Чехословакии), Сюч Иосиф Васильович (1930 г.р.)
- Сестра: Сюч Эльжбета Васильевна (1933 г.р.)
- Жена: Мирович (Сподарик) Мария Николаевна (1940 г.р.)
- Дочь: Сюч Анна Евгеньевна (1975 г.р.)[4]

## Биография
Родился в селе Новое Давыдково.
Окончив кооперативный техникум и учительские курсы в Мукачево, работал учителем в общеобразовательной школе № 1 им. А. С. Пушкина.
В 1947 году поступил вo Львовский институт физической культуры. После окончания институтa в 1951 году был оставлен в институте работать преподавателем кафедры легкой атлетики. В 1968 году получил должность доцента кафедры лёгкой атлетики, работал старшим преподавателем кафедры.
В 1972 году Евгению Сючу присвоено звание «Заслуженный тренер Украинской ССР». Умер 2 мая 1992 года во Львове, похоронен на Голосковском кладбище.

## Тренерская работа и научная деятельность
В 1950-х годах советские метатели молота ленинградец Алехсандр Шехтель, москвич Владимир Гарин и львовянин Евгений Сюч впервые применяют технику метания молота с четырёх поворотов, однако никто из них тогда не показывал результаты экстра-класса.
К середине 1960-х годов серьёзная методическая работа с техникой метания с четырёх оборотов проводилась только Евгением Сючем, доцентом кафедры лёгкой атлетики Львовского института физической культуры. Сюч Е. В. создает научную группу, которую позже возглавит молодой аспирант кафедры Владимир Бaкатов (впоследствии кандидат наук, профеcсор). Они работают не только с новой техникой метания молота, но и создают новые принципы отбора метателей по двигательным и морфологическим функциям. Параллельно с этой работой проводится большая тренерская и педагогическая деятельность. Целая плеяда выдающихся педагогов и тренеров воспитана Сючом Е. В. в те годы. Среди них такие известные имена, как Владимир Воловик, заслуженный тренер Украины, воспитавший девять участников и призёров Олимпийских игр.
Определённый прорыв наступает в 1971 году. Ученик Сюча Иосиф Гамский в возрасте 22 лет, не обладая выдающимися физическими данными (рост 178 см, вес 97 кг) и используя технику метания молота с четырёх поворотов, занимает 2-е место на 5-й Спартакиаде народов СССР. Его результат 70 м 4 см всего лишь на 80 см уступает победителю — легендарному олимпийскому чемпиону Ромуальду Климу. В следующем 1972 году И. Гамский показывает лучший результат сезона в мире — 75 м 78 см и входит в мировую элиту метателей молота, однако на Олимпиаде в Мюнхене занимает лишь 18 место. В том же году Е. В. Сючу присваивают звание Заслуженный тренер Украины. Вo всесоюзном журнале «Лёгкая атлетика» выходит большая статья Евгения Васильевича Сючa «И все-таки четыре», в которой обосновывается перспектива перехода к метанию молота с четырёх поворотов.
Е. В. Сюча не стало в 1992 году. Уже после смерти тренера, его ученик, выпускник Львовского спорт-интерната Андрей Скварук (второй тренер — Владимир Гудилин) стал серебряным призёром чемпионата мира в Афинах 1994 года c гроссмейстерским результатом 81 м 46 см, подтвердив вместе с сотнями других учеников и последователей правильность научных экспериментов, тренерских методов и находок своего учителя Евгения Васильевича Сюча.
Научные и методические наработки Е.В. Сюча (техника метания молота с четырёх поворотов) используют все современные метатели молота.

## Память
В 1998 году к 70-летию Е.В. Сюча в память о его тренерской и педагогической деятельности в здании Львовского училища олимпийского резерва была установлена мемориальная доска.
20 июня на телеканале НТА вышел сюжет об уникальной технике метания молота от львовского тренера Е. В. Сюча.
12 сентября 2018 года в рамках Дня физкультуры и спорта на базе Мукачевского кооперативного торгово-економического колледжа, среди студентов самого первого выпуска которого был и Е. В. Сюч, состоялись соревнования по легкой атлетике памяти великого тренера среди первокурсников колледжа. В награждении победителей приняла участие дочь украинского тренера Анна Сюч.
С 10 по 11 ноября 2018 года в Мукачево состоялся Первый Всеукраинский турнир по метанию «Чотири оберти Сюча» (памяти заслуженного тренера Украины Евгения Сюча). Турнир открыл Президент Федерации легкой атлетики Украины Игорь Гоцул.
В 2019 году Всеукраинский турнир по метанию «Чотири оберти Сюча» пройдет, уже традиционно, в ноябре: 7-10.11.2019.

## Публикации
- Сюч Е. В. «К вопросу обучения метание молота», Львов, 1959
- Сюч Е. В. «Четыре или пять» // Советский спорт, 7 мая 1960
- Сюч Е. В. «К вопросу совершенствования техники метания молота», Москва, 1960
- Сюч Е. В. «И все-таки четыре» // Лёгкая атлетика, 1975. — № 12. — С. 14-15[20]
- Сюч Е. В. «Особенности тренировки метателей молота», Львов, 1966